# Greatest Hits 87-97
Greatest Hits 87–97  è una raccolta di successi della cantante australiana Kylie Minogue, pubblicato il 24 novembre 2003 dall'etichetta BMG in occasione dell'uscita dell'album Body Language. L'album contiene tutte le canzoni contenute negli album Kylie, Enjoy Yourself, Rhythm of Love, Let's Get to It, Greatest Hits, Kylie Minogue e Impossible Princess, ed è una versione estesa del precedente Greatest Hits 87-92 (noto anche semplicemente come Greatest Hits), pubblicato nel 2002.
Entrambe le versioni si compongono di due CD e un DVD contenente video musicali.

## Greatest Hits

### Antefatti
A seguito dell'incredibile successo riscosso dalla pubblicazione dell'album Fever e del singolo Can't Get You Out of My Head nel 2001, l'ex etichetta della Minogue PWL ha deciso di rilasciare una raccolta di successi dei brani della cantante di cui loro detenevano i diritti (dall'album Kylie (1988) a Greatest Hits (1992)). Il 18 ottobre 2002 viene annunciato Greatest Hits, per poi essere pubblicato il 18 novembre successivo.

#### Controversie
Il 23 ottobre 2002 è stata rivelata la copertina dell'album, ossia una fotografia di stock scattata dal fotografo Jasper James, che raffigura una donna - potenzialmente scambiabile per la Minogue - di cui è tagliato il volto, con addosso un succinto bikini bianco. I fan della cantante hanno immediatamente espresso il loro disappunto per l'immagine scelta e così anche la stessa Kylie, che - attraverso il suo portavoce - ha dichiarato: "Pensiamo che l’album Greatest Hits abbia un aspetto pacchiano e sia un insulto sia per Kylie che per i suoi fan. Kylie è molto arrabbiata per questo. Ha detto che lo considera un’abominazione che non ha nulla a che fare con lei". Minogue ha poi aggiunto: "È di cattivo gusto, non ha stile e, cosa ancora più importante, non è una mia fotografia. Il fatto che sia stato fatto con tanta superficialità, e che qualcuno possa pensare che si tratti davvero di una mia foto o che io l’abbia approvata, mi turba profondamente, soprattutto perché queste canzoni rappresentano una parte importante della mia vita. Negli ultimi dieci anni, ho prestato molta attenzione a presentare immagini di qualità, specialmente sulle copertine dei dischi. Questa copertina di cattivo gusto è un insulto sia per me che per i fan, e dimostra un’incredibile mancanza di rispetto da parte della Jive Records nei nostri confronti. Sento che questa raccolta di canzoni, molte delle quali mi sono molto care, sia stata rovinata dal modo trasandato con cui la Jive Records l’ha pubblicata".
La cantante ha poi criticato la scelta del titolo dell'album, sostenendo come che il piano di PWL di pubblicare un album con le prime canzoni, intitolato Greatest Hits, ingannerà i fan, facendogli credere che contenga i suoi ultimi successi. L’uscita della compilation era inoltre prevista per la stessa settimana dell'uscita della versione remix del disco multiplatino Fever.
Per soccombere alle suddette controversie, una copertina ufficiale, creata da Kylie e dal suo team, è stata resa disponibile per il download sul suo sito web ed è stata anche distribuita gratuitamente all'interno della rivista Heat. Intitolata Vintage Kylie, la copertina in cartoncino riportava il seguente messaggio ironico: "Ti piace Kylie? Allora perché non avere l’originale!".
Una versione della compilation, intitolata Best of, è uscita anche in Francia, ma è stata ritirata dal mercato lo stesso giorno della pubblicazione.

## Descrizione
Nel 2003, con l'uscita di Body Language, Greatest Hits è stato ripubblicato con un titolo diverso, Greatest Hits 87–97, e con una nuova immagine di copertina. Si tratta di un'immagine della Minogue tratta da un servizio fotografico del 1990 tenuto con il fotografo Simon Fowler.
A differenza della prima edizione, nel secondo disco di 87-97 sono inclusi i singoli: Confide in Me, Put Yourself in My Place, Did It Again, e Breathe. Il disco 1 è invece il medesimo in entrambe le versioni di Greatest Hits.

## Tracce

### Disco 1: The Singles (Greatest HitseGreatest Hits 87-97)
1. I Should Be So Lucky
2. The Loco-Motion (7" Mix)
3. Hand on Your Heart
4. Got to Be Certain
5. Better the Devil You Know
6. Wouldn't Change a Thing
7. Celebration
8. Never Too Late
9. What Do I Have to Do? (7" Remix)
10. Je ne sais pas pourquoi
11. Where in the World?
12. Step Back in Time
13. Especially for You (feat. Jason Donovan)
14. Say the Word- I'll Be There
15. Shocked (DNA Mix)
16. Word Is Out
17. Made in Heaven
18. What Kind of Fool (Heard All That Before)
19. Give Me Just a Little More Time
20. Finer Feelings
21. If You Were with Me Now (feat. Keith Washington)
22. Tears on My Pillow

### Disco 2:The Remixes(Greatest Hits)
1. Hand on Your Heart (W.I.P. 2002 Mix)
2. I Should Be So Lucky (Extended Mix)
3. The Loco-Motion (OZ Tour Mix)
4. Made in Heaven (Heaven Scent Mix)
5. Wouldn't Change a Thing (The Espagna Mix)
6. Step Back in Time (Harding/Curnow Remix)
7. Shocked (Harding/Curnow Mix)
8. Word Is Out (Summer Breeze Mix)
9. Celebration (Techno Rave remix)
10. Better the Devil You Know (Movers & Shakers Alternative 12" Mix)
11. What Do I Have to Do? (Movers & Shakers 12" Mix)

### Disco 2 (Greatest Hits 87-97)
1. Confide in Me
2. Put Yourself In My Place
3. Did It Again
4. Breathe
5. Hand on Your Heart (W.I.P. 2002 Mix)
6. I Should Be So Lucky (Extended Mix)
7. The Loco-Motion (OZ Tour Mix)
8. Wouldn't Change a Thing (The Espagna Mix)
9. Step Back in Time (Harding/Curnow Remix)
10. Shocked (Harding/Curnow Mix)
11. Better the Devil You Know (Movers & Shakers Alternative 12" Mix)
12. What Do I Have to Do? (Movers & Shakers 12" Mix)

## Greatest HitsDVD
| 1.  | "I Should Be So Lucky"                            | Chris Langman |
| 2.  | "The Loco-Motion"                                 | Langman       |
| 3.  | "Hand on Your Heart"                              | Langman       |
| 4.  | "Got to Be Certain"                               | Langman       |
| 5.  | "Better the Devil You Know"                       | Paul Goldman  |
| 6.  | "Wouldn't Change a Thing"                         | Pete Cornish  |
| 7.  | "Celebration"                                     | Greg Masuak   |
| 8.  | "Never Too Late"                                  | Cornish       |
| 9.  | "What Do I Have to Do?"                           | David Hogan   |
| 10. | "Je ne sais pas pourquoi"                         | Langman       |
| 11. | "Step Back in Time"                               | Nick Egan     |
| 12. | "Especially for You" (with Jason Donovan)         | Langman       |
| 13. | "Shocked"                                         | Hogan         |
| 14. | "Word Is Out"                                     | James Le Bon  |
| 15. | "Made in Heaven"                                  | Langman       |
| 16. | "What Kind of Fool? (Heard All That Before)"      | Masuak        |
| 17. | "Give Me Just a Little More Time"                 | Masuak        |
| 18. | "Finer Feelings"                                  | Hogan         |
| 19. | "If You Were With Me Now" (with Keith Washington) | Masuak        |
| 20. | "Tears on My Pillow"                              | Cornish       |
| 21. | "It's No Secret" (bonus video)                    | Langman       |
| 22. | "Photo gallery" (BGM: Turn It Into Love)          |               |

### Greatest Hits 87-97DVD
| 21. | "Confide in Me"                          | Paul Boyd      |
| 22. | "Put Yourself in My Place"               | Keir McFarlane |
| 23. | "Did It Again"                           | Pedro Romhanyi |
| 24. | "Breathe"                                | Kieran Evans   |
| 25. | "It's No Secret" (bonus video)           | Langman        |
| 26. | "Photo gallery" (BGM: Turn It Into Love) |                |

## Classifiche
| Classifica (2003) | Posizione massima |
| ----------------- | ----------------- |
| Giappone          | 56                |